# Diplotaxis fossifrons
Diplotaxis fossifrons är en skalbaggsart som beskrevs av Moser 1918. Diplotaxis fossifrons ingår i släktet Diplotaxis och familjen Melolonthidae. Inga underarter finns listade i Catalogue of Life.